# Kallgatburg

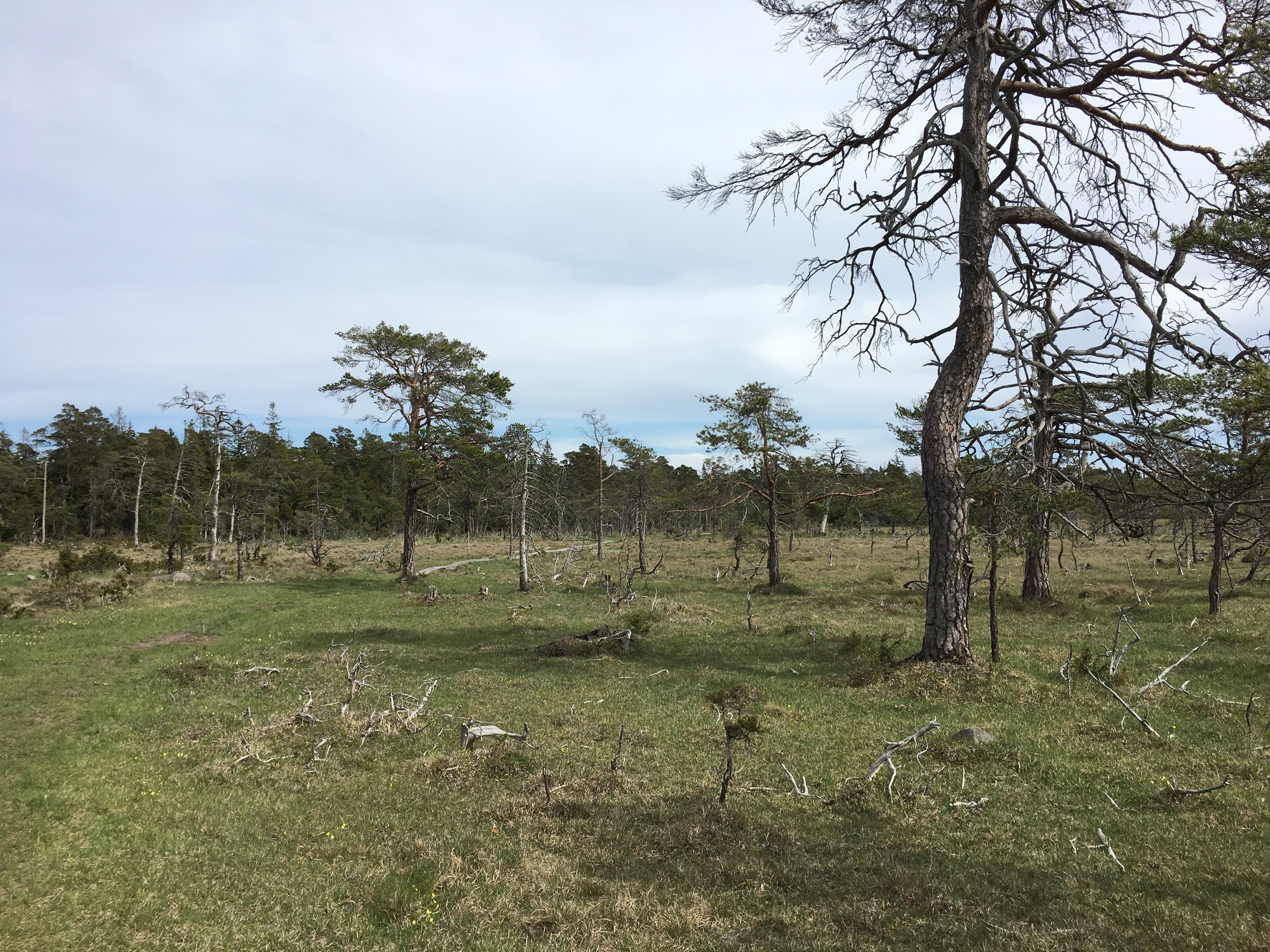
Naturreservat Kallgatburg

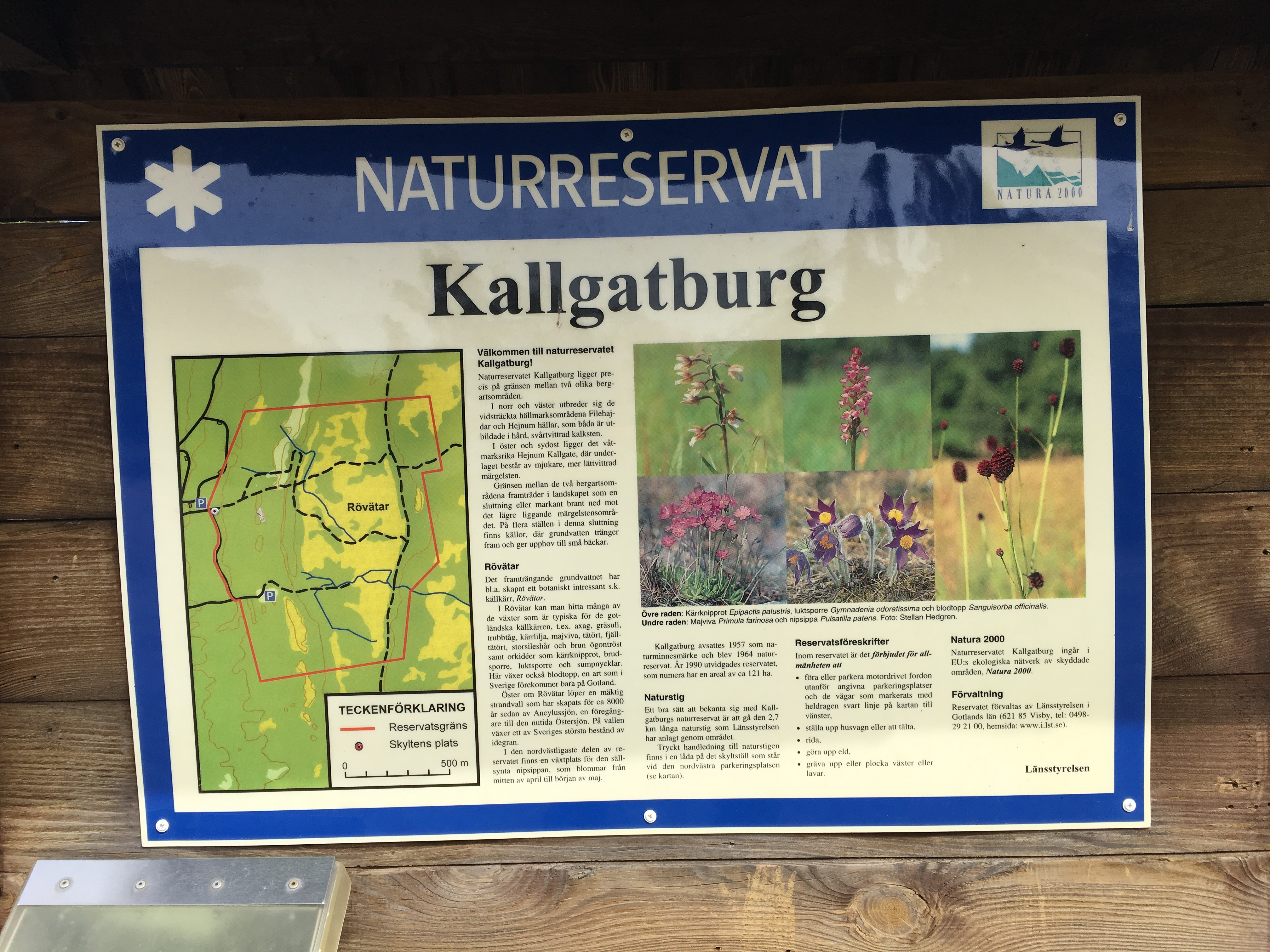
Hinweistafel

Kallgatburg ist ein Naturreservat und Natura-2000-Gebiet im Kirchspiel (schwedisch socken) Hejnums auf der schwedischen Insel Gotland.
Auf dem Parkplatz wächst ein Bestand von Hybriden aus Finger-Kuhschelle und Wiesen-Kuhschelle.
Durch einen Wald aus Fichten, Eiben, Haselbüschen und Efeu nähert man sich einem beweideten Anger mit lichtem Baumbewuchs und dann einer offenen Wiese (schwedisch änge).
Unter den Wiesengewächsen findet man Spitzlappiger Frauenmantel,
Späddaggkåpa (lateinisch alchemilla filicaulis Buser),
Trubbdagkåpa,
Kalkmaskros,
Sumpf-Löwenzahn (lateinisch taraxacum sect. Palustria (H. Lindb.) Dahlst),
Schopfige Kreuzblume, Brand-Knabenkraut, Männliches Knabenkraut und Helm-Knabenkraut.
In den feuchteren Bereichen kommt auch Großer Wiesenknopf vor.
Nördlich, zum kleinen Fichtenwald hin, verläuft ein zeitweise ausgetrockneter Bachtobel, der mit Bärlauch gefüllt ist.
Der umgebende Fichtenwald ist mit Efeu, Waldmeister und Haselbüschen vergesellschaftet.
Nach Osten schließt sich ein Quellmoor an und danach folgt ein offenes, Rövätan genanntes Moor.
Um das Moor herum wachsen
Gefärbtes Lachkraut (lateinisch potamogeton coloratus Hornem.),
Stumpfblütige Binse, Rostrotes Kopfried und ein Hybrid aus rostrotem und schwarzem Kopfried.
Man findet sogar Mehlprimeln,
Salzburger Augentrost (lateinisch euphrasia salisburgensis),
Alpen-Fettkraut, Gemeines Fettkraut, Gewöhnliche Simsenlilie, Alpen-Binse, Traunsteiners Knabenkraut, Mücken-Händelwurz, Wohlriechende Händelwurz, Schuppenfrüchtige Gelb-Segge und Breitblättriges Wollgras.
Weiter im Osten findet man einen alten Strandwall, der früher als Weg zwischen Bäl und Othem verwendet wurde.
Der Wall ist mit einem alten Eibenbestand bewachsen.
Einen Kilometer weiter östlich befindet sich Gotlands größter Bestand an gelbem Frauenschuh.